# KoGaMa
KoGaMa (de son vrai nom Kooperative Game Maker[réf. souhaitée]) est un jeu vidéo danois free-to-play, massivement multijoueur en ligne, de type bac à sable, créé par Michal Bendtsen, Caspar Strandbygaard, Jakob Sillese et Christian Rask. Celui-ci permet de jouer à des jeux en ligne conçus par des utilisateurs KoGaMa, à la manière du jeu vidéo Roblox. Contrairemant à Roblox, la création d'un jeu en ligne ne nécessite pas de connaissances particulières en programmation.
La première version alpha est sortie le 17 septembre 2011 en Alpha, la première version stable sortant ensuite en[Quand ?].
Dans ce jeu, il est possible de construire des niveaux, ainsi que des modèles en trois dimensions et des avatars, à base de cubes. Il est également possible d'acheter ces dits modèles 3D et avatars sur une place de marché, sur laquelle l'utilisateur peut utiliser des golds (littéralement ors), monnaie virtuelle de KoGaMa. On peut également gagner des macarons (ou badges) qui s'affichent sur le profil des joueurs. Certains objets peuvent être débloqués gratuitement pendant des événements, en échange d'un code coupon. Désormais, KoGaMa compte plus de 22 millions de joueurs, et 2,5 millions de niveaux créés.

## Histoire
MultiverseAps, le développeur de KoGaMa, a été fondé en 2010 par Michal Bendtsen et Christian Rask. Le jeu est devenu public le 17 septembre 2011 et sort en statut Alpha ,.
En mai 2013, MultiverseAps a fait un parrainage avec Click Jogos, un portail de jeux brésilien, qui a pareillement fourni une traduction en portugais pour le site. Ce parrainage a conduit Multiverse à développer un serveur uniquement en portugais, destiné à un public brésilien.
Sur le serveur brésilien, le 22 mai 2015, un partenariat a été réalisé avec Coca-Cola pour promouvoir Fanta à travers un événement qui a duré du 22 mai au 30 juin,.
En 2019, KoGaMa a remporté le prix du "Best Live Game" lors du Spilprisen de cette année-là, un événement annuel organisé par l'Association des producteurs danois, qui récompense les jeux danois.
En novembre 2017, Nordisk Film a acquis 40 % de MultiverseApS (y compris KoGaMa),, avant de passer par une acquisition complète en 2022 via la société FlashBulb Games qui comprenait notamment MultiverseAps.
En septembre 2022, la société suédoise Aventure Box Technology annonce son intention d'acquérir la société éditrice de Kogama, en concluant an accord prévoyant la cession totale des actions de Multiverse à Adventure Box, intention concrétisée fin septembre 2022 lors d'une assemblée générale extraordinaire.
En 2025, la société éditrice Multiverse ApS change d'actionnariat, de direction, et redevient indépendante d'AdventureBox Technology.

## Fonctions

### Serveurs

#### Serveurs actuels
KoGaMa possède trois groupes de serveurs :
- Live (ou WWW), serveurs principaux du jeu, autrefois appelé EU.
- BR, serveurs brésiliens dans lesquels la seule langue est le portugais brésilien, ces serveurs ont été mis en place à la suite d'un partenariat avec ClickJogos.
- Friends, autrefois appelés US (serveurs américains), ces serveurs sont des serveurs de test, diverses fonctionnalités y sont testées avant de les publier.

#### Anciens serveurs
- BETA, ces serveurs servaient à tester diverses fonctionnalités avant de les publier, ils ont depuis été fusionnés avec Friends.
- US, serveurs avec comme seule langue l'anglais américain. Ces derniers ont depuis été fusionnés avec Friends.

### Cubes de logique
Les cubes de logique sont des cubes visibles seulement pendant la conception du jeu (ces derniers sont invisibles de la vision du joueur), ces cubes permettent de programmer des jeux, de faire de l'animation, etc.       

### Badges/Macarons
Les macarons (ou badges) servent à montrer son adhérence et son activité sur KoGaMa, ces derniers sont obtenables en montant par groupes de niveaux, ou via des événements grâce à un code coupon. 

### Abonnement Elite
À l'instar de Roblox, KoGaMa possède un abonnement nommé Elite, cet abonnement donne plusieurs privilèges aux souscrits comme l'absence de publicités sur tout l'experience de jeu, un décernement d'un macaron spécifique, une reception d'or quotidienne et d'autres avantages. Cet abonnement a été mise en ligne en janvier 2019.